# Муби (язык)
Му́би (англ. mubi, moubi, minjile) — язык восточночадской ветви чадской семьи, распространённый в центральной части Чада в регионе Гера. Язык народа муби. Относится к группе языков муби. Численность говорящих — около 35 300 человек (1993). Язык бесписьменный.

## Вопросы классификации
Язык муби включён в группу языков муби в классификации афразийских языков британского лингвиста Роджера Бленча (Roger Blench), в классификации, опубликованной в работе С. А. Бурлак и С. А. Старостина «Сравнительно-историческое языкознание», в классификации чешского лингвиста Вацлава Блажека (Václav Blažek) и в классификации чадских языков в статье В. Я. Порхомовского «Чадские языки», опубликованной в лингвистическом энциклопедическом словаре. В рамках этой группы муби наиболее близок языкам джегу, биргит, масмадже, торам, каджаксе и зиренкель.

В классификации, представленной в справочнике языков мира Ethnologue, муби включён в число языкового объединения 2 подгруппы B1 группы B восточночадской ветви.

## Ареал и численность
Область распространения языка муби размещена в центральных районах Чада на территории северо-восточной части региона Гера и юго-восточной части региона Батха. В регионе Гера носители языка муби живут в субпрефектуре Мангальме (англ. Mangalmé) к востоку от города Монго, где находятся 135 селений муби. Часть носителей языка муби населяет приграничные с регионом Гера районы региона Батха, возможно, сохраняются поселения муби в Судане. С северо-востока к территории распространения муби примыкает ареал чадских диалектов арабского языка, с юга — ареал близкородственного восточночадского языка биргит, с запада — ареал восточносуданского языка дар даджу. На северо-западе ареал муби граничит с ареалом близкородственного восточночадского языка масмадже.
Численность говорящих на муби согласно данным справочника Ethnologue составляет около 35 300 человек (1993). По данным сайта Joshua Project численность народа муби — 73 000 человек. В статье В. Я. Порхомовского «Муби», опубликованной в лингвистическом энциклопедическом словаре приводятся данные по числу говорящих в 210 тыс. человек, куда, вероятно, включены носители близкородственных соседних языков и диалектов. Среди носителей муби широко распространено знание чадских диалектов арабского языка. По вероисповеданию муби являются мусульманами.

## Диалекты
Иногда в качестве диалектов муби рассматриваются языки масмадже и каджаксе. В классификации Роджера Бленча упоминается также диалект монжул. К муби примыкают языки или диалекты масмадже, биргит и торам, образующие вместе с муби диалектный пучок.

## Лингвистическая характеристика
Для языка муби характерны следующие языковые особенности:
1. Противопоставление перфектных-имперфектных основ с помощью апофонического [a] в имперфекте, являющееся одной из ряда архаичных черт, сохранившихся в муби.
2. Личные местоименные показатели глагола выступают как в роли префиксов, так и суффиксов.
3. Наличие трёх генитивных частиц, которые ставятся между определяемым и определением — мужского и женского рода единственного и множественного числа и т. д.

Отмечается большое лексическое сходство муби с языками зиренкель и дангалеат.